# Slavia Sofia
Slavia Sofia (bulgariska: Обединен спортен клуб Славия) är en sportklubb från Sofia, Bulgarien. Klubben grundades 10 april 1913.
Framstående sektioner:
- BK Slavia Sofia (basket)
- PFK Slavija Sofia (fotboll)
- HK Slavia Sofia (ishockey)
- VK Slavia Sofia (volleyboll)